# Oxyagrion ablutum
Oxyagrion ablutum – gatunek ważki z rodziny łątkowatych (Coenagrionidae). Występuje na terenie Ameryki Południowej; stwierdzony w północnej Argentynie, Boliwii, Paragwaju i Urugwaju.